# Flugplatz Nörtringen

i8
i11
i13
Der Flugplatz Nörtringen (ICAO-Code: ELNT) ist ein Flugplatz für die allgemeine Luftfahrt in Luxemburg nordwestlich der Ortschaft Wiltz und direkt östlich der kleinen Siedlung Nörtringen, welche zur Gemeinde Winseler gehört. Der Cercle Parachutiste Luxembourgeois startet von dort aus für Tandem- und Solosprünge.